# Liste der Kantone im Département Sarthe
Das Département Sarthe liegt in der Region Pays de la Loire in Frankreich. Es untergliedert sich in drei Arrondissements mit 21 Kantonen (frz. cantons) und 361 Gemeinden (frz. communes).
Siehe auch: Liste der Gemeinden im Département Sarthe

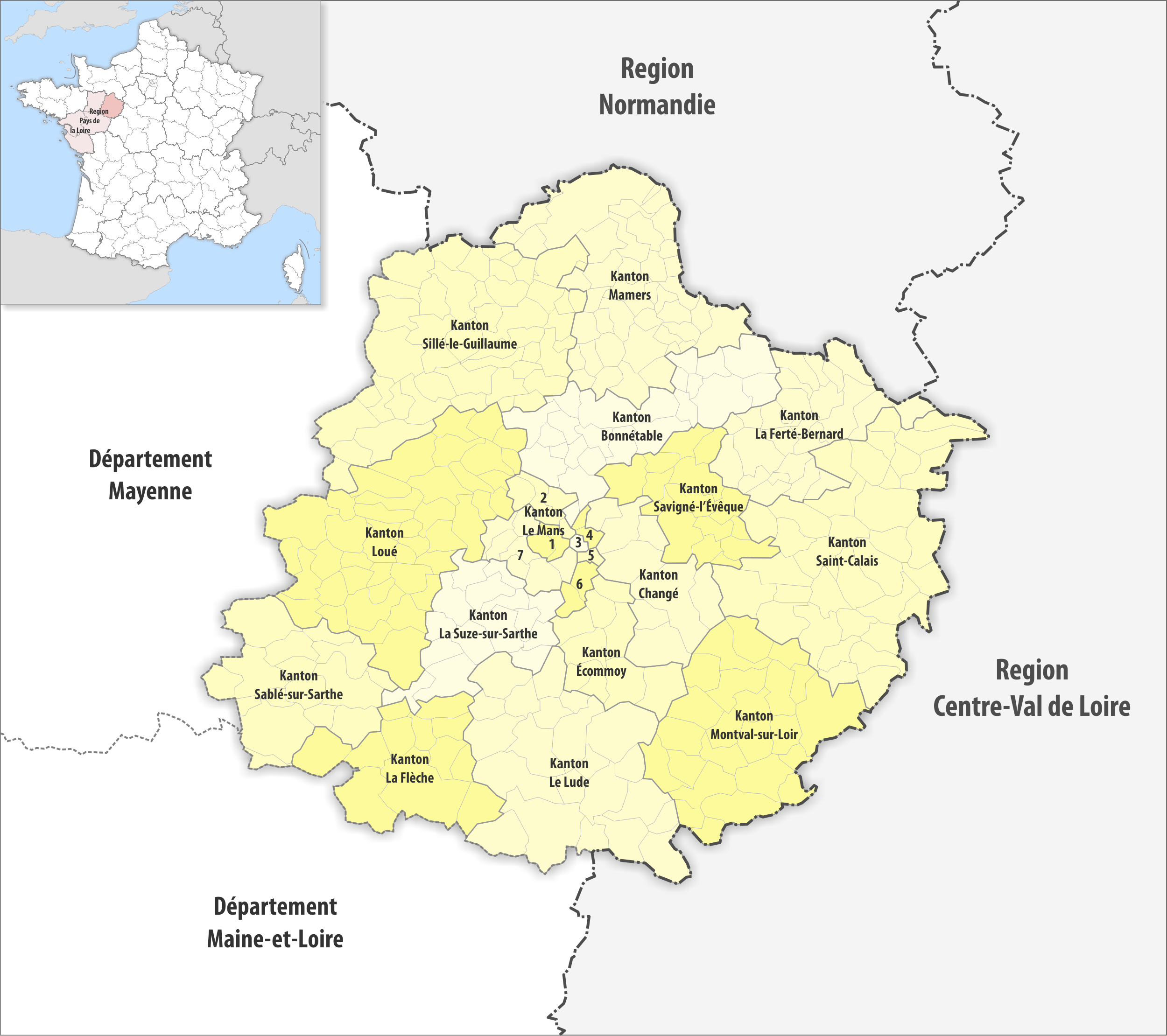
Gemeinden und Kantone im Département Sarthe

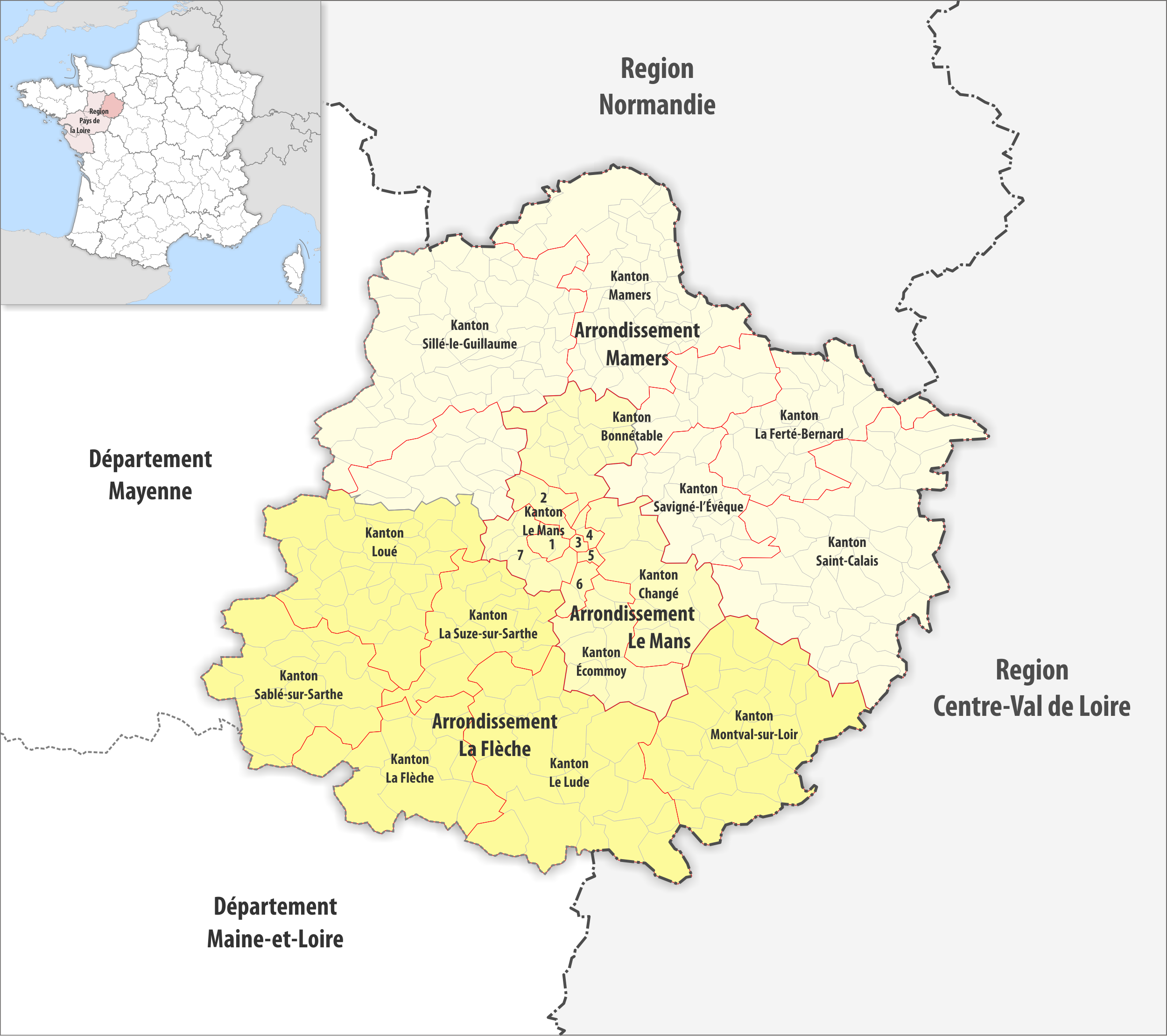
Gemeinden, Arrondissemente und Kantone im Département Sarthe

| Kanton             | Gemeinden | Einwohner 1. Januar 2022 | Fläche km² | Dichte Einw./km² | Code INSEE | Arrondissement(e) |
| ------------------ | --------- | ------------------------ | ---------- | ---------------- | ---------- | ----------------- |
| Bonnétable         | 23        | 30.224                   | 360,70     | 84               | 7201       | Le Mans, Mamers   |
| Changé             | 8         | 29.661                   | 232,24     | 128              | 7202       | Le Mans           |
| Écommoy            | 9         | 28.263                   | 177,20     | 159              | 7204       | Le Mans           |
| La Ferté-Bernard   | 24        | 24.571                   | 315,61     | 78               | 7205       | Mamers            |
| La Flèche          | 12        | 25.124                   | 305,53     | 82               | 7206       | La Flèche         |
| Loué               | 43        | 28.457                   | 687,98     | 41               | 7207       | La Flèche, Mamers |
| Le Lude            | 22        | 27.873                   | 605,71     | 46               | 7208       | La Flèche         |
| Mamers             | 44        | 26.334                   | 528,24     | 50               | 7209       | Mamers            |
| Le Mans-1          | 1 ⁄7      | 23.480                   | 18,29      | 1.284            | 7210       | Le Mans           |
| Le Mans-2          | 4 1⁄7     | 25.554                   | 42,84      | 596              | 7211       | Le Mans           |
| Le Mans-3          | 1⁄7       | 30.352                   | 4,19       | 7.244            | 7212       | Le Mans           |
| Le Mans-4          | 1 ⁄7      | 29.636                   | 10,93      | 2.711            | 7213       | Le Mans           |
| Le Mans-5          | 1⁄7       | 24.874                   | 6,01       | 4.139            | 7214       | Le Mans           |
| Le Mans-6          | 1 ⁄7      | 27.615                   | 23,13      | 1.194            | 7215       | Le Mans           |
| Le Mans-7          | 6 1⁄7     | 26.712                   | 77,23      | 346              | 7216       | Le Mans           |
| Montval-sur-Loir   | 24        | 23.207                   | 537,24     | 43               | 7203       | La Flèche         |
| Sablé-sur-Sarthe   | 16        | 27.608                   | 356,33     | 77               | 7217       | La Flèche         |
| Saint-Calais       | 35        | 25.951                   | 737,69     | 35               | 7218       | Mamers            |
| Savigné-l’Évêque   | 15        | 23.785                   | 231,83     | 103              | 7219       | Mamers            |
| Sillé-le-Guillaume | 48        | 29.809                   | 694,55     | 43               | 7220       | Mamers            |
| La Suze-sur-Sarthe | 15        | 27.039                   | 252,52     | 107              | 7221       | La Flèche         |
| Département Sarthe | 352       | 566.129                  | 6.205,99   | 91               | 72         | –                 |

## Liste ehemaliger Kantone
Bis zum Neuzuschnitt der französischen Kantone im März 2015 war das Département Sarthe wie folgt in 40 Kantone unterteilt:
| Arrondissement | Kantone |
| -------------- | --- |
| La Flèche      | Brûlon, Château-du-Loir, La Chartre-sur-le-Loir, La Flèche, La Suze-sur-Sarthe, Le Grand-Lucé, Le Lude, Loué, Malicorne-sur-Sarthe, Mayet, Pontvallain, Sablé-sur-Sarthe                                                                          |
| Mamers         | Beaumont-sur-Sarthe, Bonnétable, Bouloire, Conlie, Fresnay-sur-Sarthe, La Ferté-Bernard, La Fresnaye-sur-Chédouet, Mamers, Marolles-les-Braults, Montfort-le-Gesnois, Montmirail, Saint-Calais, Saint-Paterne, Sillé-le-Guillaume, Tuffé, Vibraye |
| Le Mans        | Allonnes (Sarthe), Ballon, Écommoy, Le Mans-Centre, Le Mans-Est-Campagne, Le Mans-Nord-Campagne, Le Mans-Nord-Ouest, Le Mans-Nord-Ville, Le Mans-Ouest, Le Mans-Sud-Est, Le Mans-Sud-Ouest, Le Mans-Ville-Est                                     |